# Campnosperma gummifera
Campnosperma gummifera är en sumakväxtart som först beskrevs av George Bentham, och fick sitt nu gällande namn av March.. Campnosperma gummifera ingår i släktet Campnosperma och familjen sumakväxter. Inga underarter finns listade i Catalogue of Life.